# Чемихино
Чемихино — деревня в Цвылёвском сельском поселении Тихвинского района Ленинградской области.

## История
Деревня Семихчино упоминается на карте Новгородского наместничества 1792 года А. М. Вильбрехта.
Как деревня Чемихино она обозначена на «Специальной карте западной части России» Ф. Ф. Шуберта 1844 года.

ЧЕМИХИНО — деревня Сугоровского общества, Ильинско-Сяського прихода. Река Сясь.

Крестьянских дворов — 31. Строений — 56, в том числе жилых — 34.

Число жителей по семейным спискам 1879 г.: 74 м. п., 92 ж. п.; по приходским сведениям 1879 г.: 80 м. п., 95 ж. п.

Сборник Центрального статистического комитета описывал её так:

ЧИМИХИНА — деревня бывшая владельческая при реке Сясе, дворов — 29, жителей — 162; Часовня, почтовая станция. (1885 год)

В конце XIX — начале XX века деревня относилась к Сугоровской волости 1-го земского участка 1-го стана Тихвинского уезда Новгородской губернии.

ЧЕМИХИНО — деревня Сугоровского общества, дворов — 31, жилых домов — 31, число жителей: 116 м. п., 118 ж. п.

Занятия жителей — земледелие, лесные заработки. Река Сясь. Часовня, мелочная лавка. (1910 год)

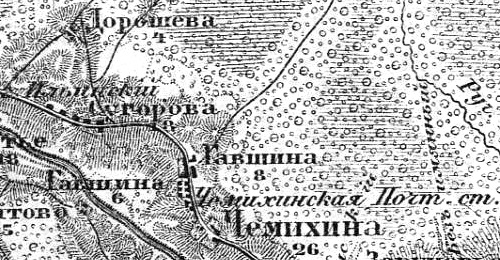
Деревня Чемихино на карте 1913 года

Согласно карте Петроградской и Новгородской губерний 1913 года деревня называлась Чемихина и насчитывала 26 крестьянских дворов, в деревне находилась почтовая станция. По данным 1913 года в деревне была своя земская школа, 1 учитель и 32 ученика. Школа обслуживала селения: Чемихино, Гавшино, Халезево.
С 1917 по 1918 год деревня Чемихино входила в состав Сугоровской волости Тихвинского уезда Новгородской губернии.
С 1918 года в составе Череповецкой губернии.
С 1927 года в составе Ильинского сельсовета Тихвинского района.
В 1928 году население деревни Чемихино составляло 215 человек.
Согласно карте Ленинградской области Северо-западного аэрогеодезического треста ГГУ издания 1932 года деревня насчитывала 21 крестьянский двор. В деревне находились: сельсовет, часовня и почтовое отделение:
| Внешние изображения | Внешние изображения                 |
| ------------------- | ----------------------------------- |
|                     | Деревня Чемихино на карте 1932 года |

По данным 1933 года деревня Чемихино являлась административным центром Ильинского сельсовета, в который входили 14 населённых пунктов: деревни Высокуша, Галашутово, Гачево, Заручевье, Зиновья Гора, Кухново, Ладышно, Майково, Новая, Новышево, Пикалёво, Почепово, Радилово, Сосновка, Чемихино, Чёртова Харчевня, общей численностью населения 2167 человек.
По данным 1936 года в состав Ильинского сельсовета входили 16 населённых пунктов, 401 хозяйство и 13 колхозов.
В 1961 году население деревни Чемихино составляло 134 человека.
По данным 1966, 1973 и 1990 годов деревня Чемихино также входила в состав Ильинского сельсовета.
В 1997 году в деревне Чемихино Ильинской волости проживали 30 человек, в 2002 году — 32 человека (русские — 97 %).
В 2007 году в деревне Чемихино Цвылёвского СП проживали 33 человека, в 2010 году — 30.

## География
Деревня расположена в юго-западной части района на автодороге А114 (Вологда — Новая Ладога).
Расстояние до административного центра поселения — 9 км.
Расстояние до ближайшей железнодорожной платформы Черенцово — 3 км.
Деревня находится на правом берегу реки Сясь.

## Демография
| 1879 | 1885 | 1910 | 1928 | 1961 | 1997 | 2002 |
| ---- | ---- | ---- | ---- | ---- | ---- | ---- |
| 175  | ↘162 | ↗234 | ↘215 | ↘134 | ↘30  | ↗32  |
| 2007 | 2010 | 2017 |      |      |      |      |
| ↗33  | ↘30  | ↗35  |      |      |      |      |

### Национальный состав
Согласно данным Всероссийской переписи населения 2021 года в деревне проживали 28 человек, из них:
 русские — 27, цыгане — 1 человек.

## Улицы
Гавшинская, Сиреневая.